# 8773 Torquilla
A 8773 Torquilla (ideiglenes jelöléssel 5006 T-2) a Naprendszer kisbolygóövében található aszteroida. Cornelis Johannes van Houten, Ingrid van Houten-Groeneveld és Tom Gehrels fedezte fel 1973. szeptember 25-én.